# ティエラコム
株式会社ティエラコムとは、兵庫県神戸市に存在する企業。

## 概要
創業以来「困難にたじろがない　ひとりで勉強できる子に」を教育理念として、広域に存在する小学生から高校生までを対象とする複数の学習塾を主な事業とする。
社名となっているティエラとは、スペイン語で地球、大地、故郷などを意味する。
原則無料の「ティエラEXオープン模試」という公開模擬試験を実施しており、この模試の受験者の3分の1は外部生である。この模試で広く集めたデータによって、偏差値や合否判定の精度が高まっている。教室を増やしていく際の新たな生徒をひきつける材料ともしている。
情報セキュリティーの強化にも取り組んでおり、プライバシーマークを取得後、教室には防犯カメラを設置し、本社から遠隔で監視可能にしている。だが本格的に監視カメラを使うほどの事故はまだ発生していない。教室の窓ガラスが割れていた時にも、映像の確認で熱膨張で自然に割れていたことを確認。
学生や社会人やシニアまでを対象とした旅行や留学や国際交流といった事業も行っている。
創業者
増澤空は、30歳まで山本晋也の元で脚本を書く仕事をしていた。

## 沿革[3]
- 1976年 - 神戸市で能力開発センターを開設。
- 1979年 - 兵庫県外への展開を開始。
- 1995年 - 社名をティエラとする。
- 1995年 - 映画眠る男を委託制作。
- 2000年 - 社名をティエラコムとする。
- 2004年 - 埋もれ木 (映画)の制作に参加。
- 2012年 - 株式会社山本塾と合併。
- 2015年 - FOUJITAの制作に協力。

## 教育事業

### 小中学生
一斉事業は能力開発センター、山本塾、札幌進学教室の三つのブランドで各地で展開しており、教室の数は50を超え、年間会員数は1万人に及ぶ。個別事業も行っており、能開個別ホロン、山本塾個別ホロン、山本塾個別指導部のブランドで展開している。

### 高校生
東進衛星予備校のフランチャイズとして大学受験事業を行っている。映像授業に加えて、担任制による管理や指導などきめ細かなサポートが行われている。2017年時点で、日本全国に900校ある東進衛星予備校の中で運営全国部門12年連続1位を誇っている。

## 出版
- 地球サイズの人づくり（ティエラコムの軌跡が書かれた書籍）ISBN 4872184025

## 山本塾
概要
兵庫県神戸市東灘区本山に本部教室を置き、小学生、中学生、高校生を対象として兵庫県内で複数の校舎を展開している。
沿革
- 1974年 中学受験コースを本山で開設
- 1983年 高校受験コースを開設
- 1994年 大学受験コースを開設

校舎
2018年1月時点においての設置校舎
中学受験・高校受験
- 芦屋教室
- 芦屋北教室
- 本山本部教室
- 岡本教室
- 住吉教室
- 六甲教室
- 六甲本部教室
- 御影教室
- 葺合教室
- 板宿教室
- 垂水教室
- 朝霧教室
- 名谷教室

大学受験
- 阪急西宮ガーデンズ前校
- 芦屋南校
- 摂津本山校
- 阪急六甲駅前校
- 阪神御影校
- 王子公園校
- 神戸名谷駅前校
- 神戸学園都市校
- 垂水駅前校

### 中学受験
1974年、本山で私立中学校受験専門の学習塾として開校したことに始まる。1976年には灘中学校合格者数3名、1981年には灘中学校に10名、甲陽学院中学校に10名の合格者を出す。

### 高校受験
1983年には東神戸の公立高校受験コースも開設し、神戸高等学校などの合格者数を伸ばしていく。

### 大学受験
東進衛星予備校の校舎として開設されており、授業は映像で流されているのを受講するという形になっている。各校舎では担任やグループミーティングやホームルームが置かれており、受講講座や志望校の選定などの進路指導が行われている。

## 能力開発センター
概要
能力開発センター（のうりょくかいはつセンター）は、株式会社ティエラコムが経営する学習塾。本社が兵庫県神戸市にあり、西日本を中心とし43校をもつ。「困難にたじろがない、一人で勉強できる子に」という教育理念に基づき、主に小中生を対象とした学習指導を行っている。
沿革
- 1976年（昭和51年）6月1日 - 株式会社能力開発センターを神戸に設立
- 1995年（平成7年）11月1日 - 株式会社ティエラに改称
- 2000年（平成12年）6月1日 - 株式会社ティエラコムに改称

教育内容
毎週の週1回の授業を中心とする「ゼミ」、春期・夏期・冬期の長期休暇期間に行われる「講習会」、年3回行われる「ティエラEXオープン模試」(中学3年生は「ティエラEXオープン高校入試本番レベル模試」と呼ばれる)という全国模試を中心とした「模試」、そして春期・夏期・冬期の長期休暇期間に行われる「合宿」を、主に教育の四本柱にしている。なお全ての柱の土台は、教育理念である「困難にたじろがない、一人で勉強できる子に」である。
授業（ゼミ）
元々週一回の授業を基本とし、それが土日中心だったため、「土日ゼミ」と呼ばれた。ゼミでは「予習型繰り返し学習」という、予習中心でなおかつ同単元を繰り返し学習することで、「学校準拠型」というよりも、受験に向けた「実力養成型」の独自の学習スタイルを確立している。
予習中心の学習であることから、まず一週間分の宿題を取り組む事から始まる。予習においては参考書を活用して単元のまとめを行い、「設問・基本・標準・応用」の難易度別の問題を解いてくる。その上でゼミと呼ばれる授業があり、学習単元の理解を深めていく。
また、毎週既習単元の確認テストが行われ、小中学生共に「通常テスト」と言われている。相対的な順位や各単元の理解度が成績表を通してわかるようになる。「ビットキャンパス」とよばれる通塾生用のサイトがあり、そこでは情報の交換や、学習単元の理解を深めるための「WEBテスト」というインターネット上の確認テストを行うことが出来る。また、各週に行われるテストの全国成績優秀者もここで確認できる。
年間を三期に分けた年間の学習スケジュールに基づいて、学習単元が構成される。学年内容の学習単元は二期までに終了し、三期では既習単元の復習と次学年の予習が行われる。
中学三年生の受験指導においては、9月までで３年内容の学習単元を終了し、10月からは「公立模試」を中心とした入試対策が行われる。「公立模試」は毎週他都道府県の公立高校の入試問題を本番よりも短い時間（約30分）で解き、解説授業ややり直しなどの家庭学習によって、入試に向けた実力を養成していく。また家庭学習用の「百戦錬磨」と呼ばれる過去の公立模試の問題をテキストとして、入試問題の演習を数多く行っていくことで、効率よく入試に向けた実力を養成することができる。
行事
春期・夏期・冬期の「講習会」では、復習内容の弱点克服、予習内容の先取り学習を目的として、長期休暇中の短期間集中で授業および家庭学習を行う。5日間以上連続の講習会もあり、講習会期間中の勉強量も非常に多いことから「集中豪雨型学習」という表現もしている。講習会最終日には講習会での努力を讃え、「表彰式」と称して生徒の表彰をおこなうイベントもある。教育の四本柱の一つである「合宿」では、短期期間でのさまざまな合宿で、「人間の生地を鍛える」ための教育をおこなっている。主に「自然系合宿」と「勉強系合宿」に分かれ、「勉強系合宿」の中の「受験合宿」では、合宿内で「模擬入試」といわれる入試を体験できるイベントもあり、受験生としての意識を高めていく。また「模試」では、年に３回おこなわれる「ティエラEXオープン模試」があり、自分の成績が点ではなく線でわかり、毎回の成績推移を確認できるという長所がある。加えて中3中2・小6には志望校判定も出され、外部生も無料で参加できる全国模試となっている。
特徴
省略して「能開」と呼ばれることが多い。「能開は宿題が多い」といわれ、一週間分の宿題が出され予習に慣れていないと時間がかかってしまいがち。「能開の先生は厳しい」や「個性の強い先生が多い」といわれるのは、週一回の学習指導上で家庭学習の取り組みを重要視し宿題の徹底を図る姿勢から。
宿題の確認のため、毎週ノートチェックがおこなわれる。宿題の出来によってABCDの評価がもらえるが、Aはプラスα10ページ以上。Bはプラスα4ページ以上で貰え、Cは予習や復習をきちんとこなすと貰える。明らかに手を抜いた場合、D評価になる。その他に＋がついたり−がついたりする。その他にAピラミッドや、回るA、Sなどのまぼろしの評価もある。
ブランド及び校舎
- 札幌進学教室（札幌）
- 能力開発センター
  - 金沢本校　金沢南本校　金沢東本校　小松本校　松任本校　津幡校　内灘校　姫路本校　広畑校　西播校　龍野校　加古川本校　明石本校　大久保校　東加古川校　宝殿校　稲見校　福井本校　鯖江校　山口校　防府校　徳山校

## 日進学院
日進学院という学習塾も存在していた。当初の日進学院は株式会社日進学院というティエラコムとは別の会社による運営であったが、1995年に株式会社日進学院はティエラコムのグループに入る。1996年には株式会社日進学院はティエラコムと合併して消滅。以降は日進学院はティエラコムの運営する学習塾のブランドとして使われてきた。だが2012年より日進学院のブランドは使用されなくなり各校舎は能力開発センターとなったため、日進学院という名称の学習塾は消滅した。